# Montrésor

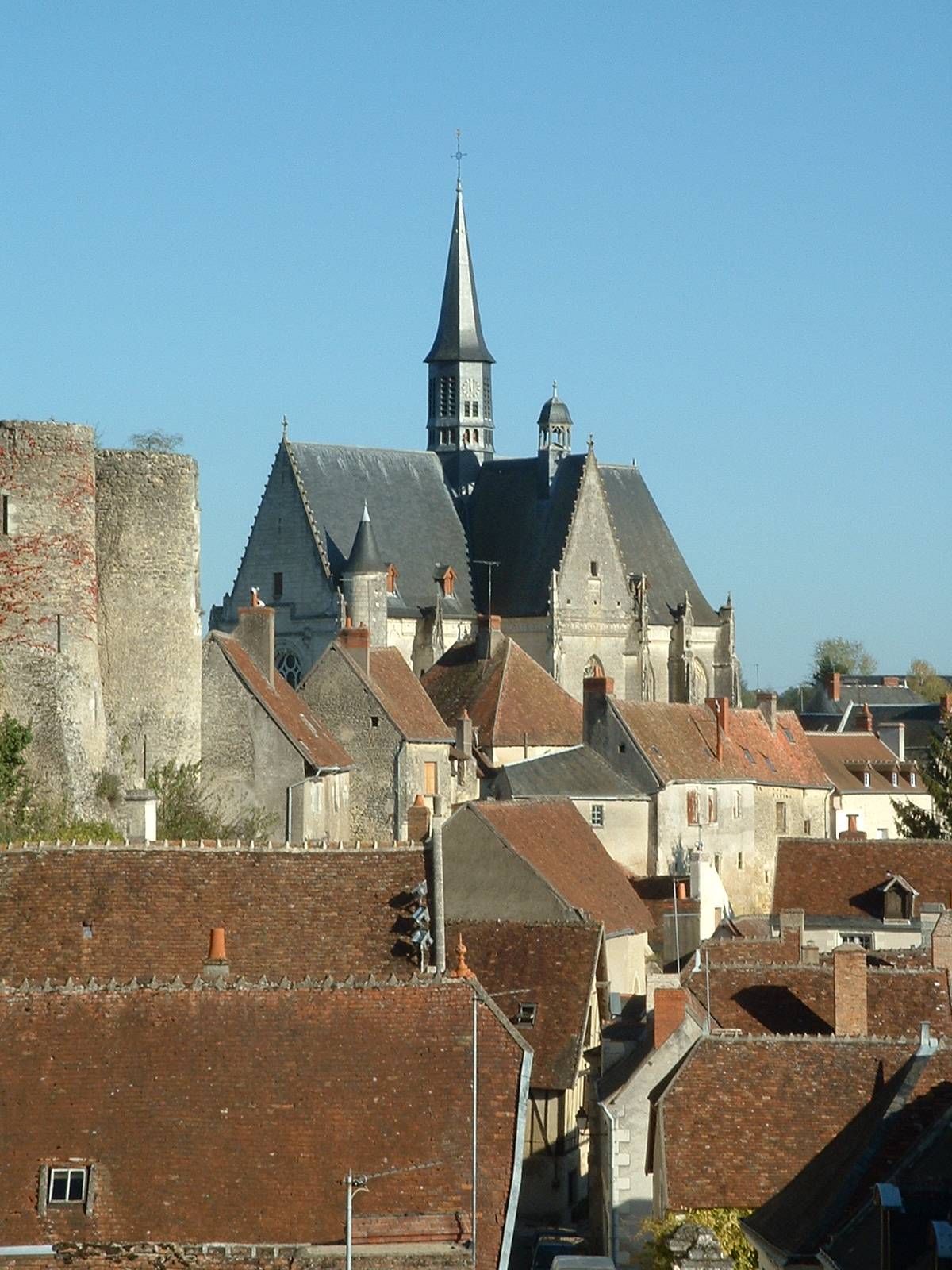
Vista de la comuna

Montrésor es una comuna francesa del departamento de Indre y Loira, en la región del Centro.
Con solamente 98 ha (hectáreas), se trata de la comuna más pequeña del departamento, lo que no le impide ser capital de su propio cantón, situado en el sur de la región histórica de la Turena, unos 60 km (kilómetros) al sureste de Tours.

## Monumentos
Montrésor está incluida en la lista les plus beaux villages de France ateniéndose sobre todo a su patrimonio arquitectónico dentro del que destacan:
- La fortaleza medieval. Mandada construir en el siglo XI por Fulco Nerra, conde de Anjou y que tras posteriores reformas destaca por sus aposentos renacentistas.
- La colegiata de San Juan Bautista. Fundada por Imbert de Batarnay hacia el 1520 y clasificada como Monument historique desde 1840.
- El halle des cardeux.
- La casa consistorial. Construida en 1581 y a la que se conoce por el sobrenombre del logis du Chancelier (a destacar sus garitas renacentistas).

## Demografía
| 700 | 691 | 708 | 723 | 731 | 742 | 726 | 645 | 614 | 614 | 653 | 685 | 697 | 684 | 676 | 718 | 674 | 697 | 600 | 602 | 589 | 582 | 617 | 566 | 564 | 564 | 554 | 522 | 506 | 465 | 460 | 362 | 395 | 384 |
| Para los censos de 1962 a 1999 la población legal corresponde a la población sin duplicidades (Fuente: INSEE [Consultar]) |     |     |     |     |     |     |     |     |     |     |     |     |     |     |     |     |     |     |     |     |     |     |     |     |     |     |     |     |     |     |     |     |     |